# Katuunko
Katuunko a Csillagok háborúja elképzelt univerzumának egyik szereplője.

## Leírása
Katuunko a toydariak fajába tartozó férfi, aki a klónháborúk idején fajának a királya volt. Magassága 1,52 méter. Bőrszíne világoszöld. Szemszíne barna. A kevés szőrzete fekete színű.

## Élete
Toydaria királyát egyaránt felkereste a Független Rendszerek Konföderációja, Asajj Ventress személyében és a Galaktikus Köztársaság, Yoda mester által. Mindketten meg akarták győzni Katuunko királyt, hogy az ők oldalukra álljon. Aztán a végeredmény a Rugosa nevű holdon dőlt el, mert ott Asajj és Yoda a seregeikkel együtt megküzdött egymással; Yoda mester győzött, így Katuunko király a Galaktikus Köztársaság oldalára állt. Továbbá rávette Jabba, a huttot, hogy engedje a köztársasági űrhajókat behatolni a hutt területekre. Dooku gróf megharagudva Katuunkóra, mindjárt a sullusti csata után, elküldte Savage Opresst, hogy hozza el neki élve Toydaria királyát, de Opress nem engedelmeskedett mesterének, és miközben a király menekült, a dathomiri megölte.
Katuunko király Y. e. 21-ben halt meg.

## Megjelenése a filmekben, képregényekben
Toydaria királya több „Star Wars: A klónok háborúja” című televíziós sorozat részében is szerepel, továbbá az ehhez fűződő képregényekben is olvashatunk róla.

## Fordítás
- Ez a szócikk részben vagy egészben a Katuunko című Wookieepedia-szócikk fordítása. Az eredeti cikk szerkesztőit annak laptörténete sorolja fel.